# Entedon stephanopachi
Entedon stephanopachi is een vliesvleugelig insect uit de familie Eulophidae. De wetenschappelijke naam is voor het eerst geldig gepubliceerd in 1959 door Heqvist.